# Сандерсон, Уилли
Уи́лли Са́ндерсон (англ. Willie Sanderson) — шотландский кёрлингист.
В составе мужской сборной Шотландии участник двух чемпионатов мира (лучший результат — серебряные призёры в 1971), чемпионата Европы 1978 (заняли четвёртое место). Двукратный чемпион Шотландии среди мужчин.
Играл на позициях третьего и второго.

## Достижения
- Чемпионат мира по кёрлингу среди мужчин: серебро (1971).
- Чемпионат Шотландии по кёрлингу среди мужчин: золото (1971, 1978).

## Команды
| Сезон   | Четвёртый        | Третий          | Второй          | Первый          | Турниры                      |
| ------- | ---------------- | --------------- | --------------- | --------------- | ---------------------------- |
| 1970—71 | Джеймс Сандерсон | Уилли Сандерсон | Иэн Бакстер     | Колин Бакстер   | ЧШМ 1971 · ЧМ 1971           |
| 1977—78 | Джеймс Сандерсон | Иэн Бакстер     | Уилли Сандерсон | Колин Бакстер   | ЧШМ 1978 · ЧМ 1978 (5 место) |
| 1978—79 | Джеймс Сандерсон | Иэн Бакстер     | Колин Бакстер   | Уилли Сандерсон | ЧЕ 1978 (4 место)            |

(скипы выделены полужирным шрифтом)